# 74 (số)
74 (bảy mươi tư) là một số tự nhiên ngay sau 73 và ngay trước 75.